# Slachtoffer

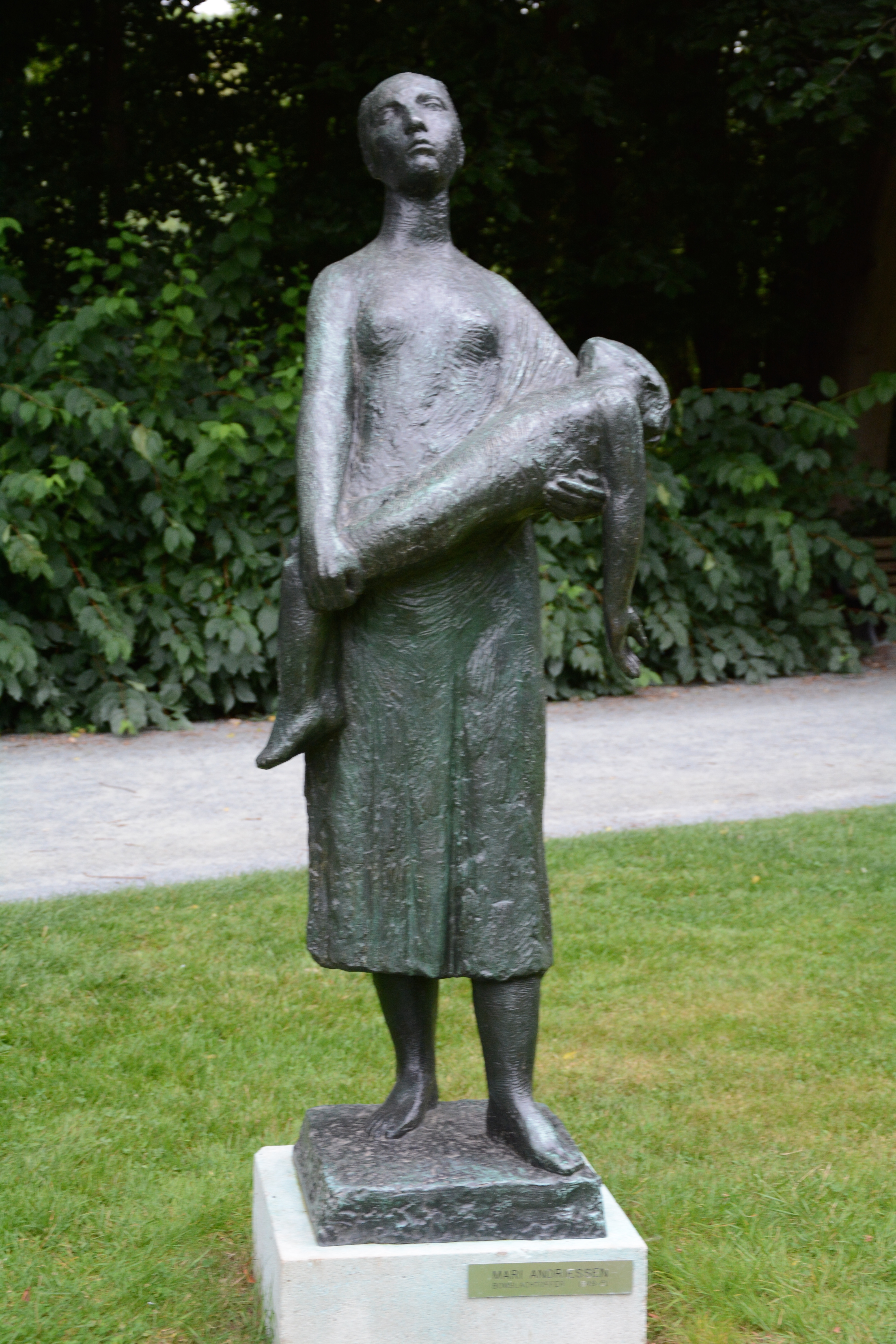
Mari Andriessen, Bomslachtoffer, 1948-1951 (Middelheim Museum)

Slachtoffer is een persoon die een schokkende gebeurtenis heeft meegemaakt en daardoor is omgekomen, lichamelijk of psychisch letsel heeft opgelopen en/of is benadeeld. Ook mensen die direct of indirect getuige zijn geweest van de schokkende gebeurtenis worden soms als slachtoffer aangeduid. Sommige slachtoffers van bijvoorbeeld ongevallen reageren met een intens gevoel van machteloosheid en intense angst. Het gaat om normale reacties op een abnormale gebeurtenis waarbij de eigen beleving van het slachtoffer voornamelijk de impact van de gebeurtenis bepaalt.
Daarnaast betekent slachtoffer een offerdier of mensenoffer dat gedood wordt als offer aan een godheid.
Het slachtoffer in het strafrecht is de benadeelde, de persoon die verklaart schade te hebben geleden door een misdrijf, maar oorspronkelijk geen partij is in het strafproces. In de laatste 20 jaar is de positie van het slachtoffer in het strafproces echter verbeterd. Er is een bureau slachtofferhulp dat een slachtoffer met raad en daad terzijde staat, meestal na aangifte bij de politie. Slachtoffers kunnen een uitkering krijgen uit het schadefonds geweldsmisdrijven. Er is de mogelijkheid voor het slachtoffer zich met een civiele vordering te voegen in een strafzaak, het slachtoffer hoeft daarbij, onder voorwaarden, geen eigen advocaat mee te brengen. Sinds een paar jaar is er voor politie en justitie een verplichting het slachtoffer te informeren over de voortgang en resultaat van het justitieel onderzoek en van de vervolging. Sinds 2005 hebben slachtoffers van de meer ernstige misdrijven het recht een verklaring af te leggen tijdens een strafzaak.
Zie ook victimologie, de wetenschappelijke studie van slachtoffers en slachtofferschap.

## Genoegdoening en legitimatie

### Individueel
Slachtofferschap impliceert een recht op genoegdoening. Wraakgevoelens kunnen daarbij een belangrijke rol spelen en zijn van oudsher wel toegepast als het oog om oog, tand om tand-beginsel en eerwraak. Door het afschrikwekkende karakter kan dit preventief werken, maar het heeft ook het risico van een spiraal van wraak en wederwraak, de vetes.
Om dit te voorkomen, hebben veel overheden het geweldsmonopolie opgeëist. Genoegdoening kan dan als rechtseis worden toegekend, zoals door vergelding te bieden via het strafrecht in de vorm van een boete of straf. Waar het strafrecht echter vooral de dader op het oog heeft, is de benadering van de herstelrechtstroming meer op het slachtoffer gericht. Zo kan via het burgerlijk recht een materiële of immateriële schadevergoeding worden toegekend.
Een andere benadering is conflictbemiddeling, waarbij meer de nadruk ligt op verzoening en mogelijk zelfs vergeving.
De voordelen die volgen uit het recht op genoegdoening kunnen dusdanig zijn dat slachtofferschap soms wordt uitvergroot of zelfs onterecht aangevoerd. Hiermee kan geprobeerd worden een schadevergoeding of strafmaat voor de ander te vergroten of de eigen daderrol te verkleinen. Ook kan dit de eigen status verhogen en sympathie van anderen stimuleren. Een slachtoffercultuur kan zo gebruikt worden om de positie van een groep te verbeteren.

### Internationaal
Bij internationale conflicten en daarmee ook het internationaal recht wordt het slachtofferschap ook wel aangewend als legitimatie voor aanspraken en handelen. Zo kunnen herstelbetalingen en annexatie worden gevraagd of afgedwongen van de agressor. Ook hier geldt dat het slachtofferschap niet altijd eenduidig is of dat er zelfs gebruik wordt gemaakt van een valse vlag-operatie. Aanspraken kunnen soms gebaseerd worden op zeer oude geschiedenis, waarbij een culturele continuïteit verondersteld wordt tussen het huidige en het toenmalige volk. Om dit mogelijk te maken, wordt de culturele identiteit benadrukt, waarmee de ingebeelde gemeenschap wordt versterkt. Dit speelt ook een rol bij nationalisme en regionalisme.

### Religieus
Veel religies zijn vroeg of laat vervolgd. Christenvervolgingen zijn met onder meer 2 Tm 3:12 zelfs uit te leggen als een voorwaarde om als christen beschouwd te worden.:81
Zo zijn jodenvervolgingen en antisemitisme door onder meer Karl Barth wel uitgelegd als een negatief godsbewijs. Barth refereerde daarbij aan een uitspraak van Johann Georg von Zimmermann, de dokter van Frederik II van Pruisen, die het voortbestaan van de Joden ondanks alle tegenspoed als godsbewijs aanvoerde. Jezus zou de missie van de Israëlieten tonen en zo Abrahams Verbond vervullen waarmee de Joden het uitverkoren volk waren geworden.
Binnen verschillende religies zijn er ook meerdere mechanismes voor genoegdoening van slachtoffers.

## Gevolgen

### Lichamelijke gevolgen
Letsels, invaliditeit, medische behandeling, hoge bloeddruk en spanningshoofdpijn zijn enkele van de vele lichamelijke gevolgen.

### Psychische gevolgen
Angst, onzekerheid, boosheid, verdriet, neerslachtigheid, matheid, schuldgevoelens, angst voor herhaling, gevoel van onveiligheid, concentratiemoeilijkheden en wraakgevoelens zijn psychische gevolgen die het slachtoffer kan ondervinden. In sommige gevallen ontwikkelt men een posttraumatische stressstoornis(PTSS)

### Materiële gevolgen
Schade aan de woning, inkomstenderving, verlies van geld, kosten van medische behandelingen zijn materiële gevolgen.

### Psychosociale gevolgen
Deze gevolgen worden beïnvloed door reacties van familie en vrienden en door de hulpverlening. Deze zijn vaak dubbelzinnig, wat secundaire victimisatie in de hand kan werken. Sinds 2011 is in het Nederlandse Wetboek van Strafvordering vastgelegd dat het slachtoffer van een misdrijf daarom recht heeft op een correcte bejegening.

#### Gevoel van machteloosheid, kwetsbaarheid en controleverlies
- Machteloosheid

Het overweldigend gevoel van de plotse gebeurtenis wordt onbewust omgezet in vermijding (uit de weg gaan) of ontkenning.
- Confrontatie met de eigen kwetsbaarheid

Om zonder angst aan allerlei aspecten van het leven te kunnen deelnemen, is het nodig een zekere illusie van onkwetsbaarheid te hebben. Deze illusie wordt doorbroken in de crisis.
- Verlies van controle

Het gevoel zelf over doen en laten te kunnen beschikken vermindert en leidt tot een toename van angst, waardoor het algemeen functioneren vermindert. Dit kan leiden tot agressie (tegen anderen of tegen zichzelf), met gevoelens van depressie en schuld.

#### Gevoel van onveiligheid
Het verminderd gevoel van onkwetsbaarheid leidt tot een gevoel van onveiligheid, met ongewenste blijvende waakzaamheid als gevolg, vooral voor wie dicht bij de dood is geweest. Moeite met inslapen of doorslapen, prikkelbaarheid en sterke schrikreacties zijn enkele voorbeelden van deze waakzaamheid.

#### Aantasting van vertrouwen
- in zichzelf en de anderen (omgeving)

Het verlies van fundamenteel vertrouwen heeft het slachtoffer het gevoel er helemaal alleen voor te staan, en laat de vrees na dat iedereen
hem kan beroven of bestelen. Het vertrouwen tussen slachtoffer en 
hulpverlener is een eerste stap in de verwerking hiervan.
- in een rechtvaardige samenleving

Een misdrijf heeft het slachtoffer getoond dat de samenleving niet rechtvaardig is. Als de omgeving dan nog eens koel reageert, zal dit nog versterkt worden. Slachtoffers verwachten medeleven, terwijl ze voor onze samenleving een teken van haar onvolmaaktheid zijn. Onderzoek toont aan dat de neiging bestaat om de schuld bij het slachtoffer te leggen (blaming-the-victim) om niet geconfronteerd te worden met dezelfde gevoelens van onveiligheid. Als dit gebeurt dan is de persoon niet alleen het slachtoffer van de gebeurtenissen, maar krijgt die rol ook toebedeeld vanuit de omgeving. Slachtoffers verwachten ook dat de samenleving haar verantwoordelijkheid opneemt om de schade van de slachtoffers te erkennen en te herstellen. Gebeurt dat niet, dan kan dat secundair victimisatie in de hand werken.

## Fasen van aanpassing

### Schok of impactfase

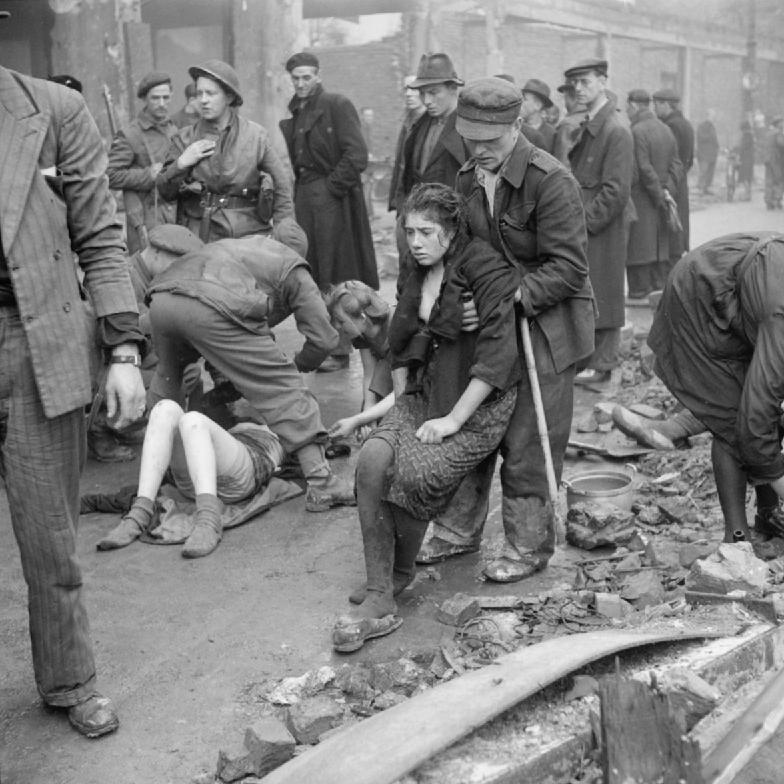
Russische slavenarbeidsters worden bevrijd uit de kelder die door een Duitse politieagent in brand was gestoken (Osnabrück, 7 april 1945)

Tijdens het feit zelf wordt het lichaam in alarmtoestand gebracht. Het wordt alert gemaakt (klaar om te vluchten of te vechten) met aanvullende symptomen als pijn (hoofd, maag), benauwdheid, hartkloppingen, alertheid.
Dan treedt er het weerstandsstadium in, een reactie op de aanval op de persoon. Deze is te merken in het handelen, de waarneming en het denken. Een persoon zal hetzij vechten (beoordelen en actie ondernemen), vluchten (verbijsterd uitvoeren wat gevraagd wordt) of vrezen (in de war, gillen, flauwvallen, in alle staten zijn). De waarneming wordt herleid tot een tunnelervaring, een vernauwing van waarneming en bewustzijn. Ten slotte zal de persoon ook het leven zien passeren.
Na de alarmtoestand en het weerstandsstadium zal het lichaam op termijn een signaal ontvangen dat alles weer veilig is, de schade kan nu worden opgenomen. Triggers, sommige beelden of geluiden of geuren, kunnen de alarmtoestand weer oproepen.

### Naschokfase
Na de feiten zich hebben voorgedaan, zullen mensen meestal kalm kunnen vertellen wat er zich voorgedaan heeft. Sommigen zullen echter niet meer kunnen spreken & volledig dichtklappen hetzij volledig ontredderd zijn. Een politieman of hulpverlener zal hen tot rust laten komen vooraleer een verklaring te laten afleggen.

### Verwerking

#### Wat is verwerking?
Verwerking heeft als doel het herstel van het gevoel van onkwetsbaarheid, controle, veiligheid en vertrouwen.
Enkele reacties tijdens deze fase zijn:
- angst door het gevoel van onveiligheid, voor herhaling, represaille, terugkeer naar de plaats van het misdrijf
- woede door het gevoel van machteloosheid, wat zich uit in fantasieën, dromen, irritaties naar de omgeving of naar zichzelf
- schuld, die de angst vermindert door het gevoel te geven dat men er zelf iets aan kon doen

Wanneer de verwerking geslaagd verloopt, zal dit gepaard gaan met verdediging. Het kan echter ook zijn dat er een psychisch trauma ontstaat, en mogelijk een posttraumatische stressstoornis.

#### Omgaan met de verwerking:Coping
- Emotionele coping

Emotionele coping is een manier om gevoelens weer onder controle te krijgen, zodat een integratie binnen het dagelijks leven mogelijk wordt.
Het slachtoffer wil eerst weten wat er gebeurd is. Die informatie geeft controle en de eventuele mogelijkheid tot het voorkomen van een herhaling. Het is hierbij van belang om kritisch te durven kijken naar de omgeving. Zichzelf de schuld geven is één oorzaak, maar op lange termijn leidt dit tot een laag zelfbeeld. Vervolgens zal het slachtoffer de eigen ervaring vergelijken met die van anderen en dit in een kader plaatsen. Ook kunnen bepaalde elementen die nu niet aangepakt kunnen worden mogelijk geïsoleerd worden om zich alleen te focussen op de werkbare problemen. De eigen controle van het nieuwe leven, als mens met andere perspectieven, zal centraal staan.
- Probleemgerichte coping

Het slachtoffer zal triggers of stimuli die herbeleving bevorderen of veroorzaken vermijden en zal de herhaling van de gebeurtenis voorkomen ter verhoging van het subjectief veiligheidsgevoel. 
Behalve preventie zal er ook herstel zijn, materieel of immaterieel, individueel of vanuit de samenleving, door de veroordeling of vervolging van de dader. Het slachtoffer zal zoeken naar sociale steun in zijn omgeving.

#### Factoren die beïnvloeding bepalen
- Aard van de gebeurtenis

Het soort geweld (seksueel geweld wordt bijvoorbeeld als heftiger ervaren dan lichamelijk geweld), de ernst daarvan en de betekenis die aan het voorval wordt gegeven (iets wat als belangrijk wordt ervaren geeft meer kans op psychisch letsel).
- Duur van de gebeurtenis

Als de nare situatie langer aanhoudt zijn er meer verschijnselen.
- Consequentie van de gebeurtenis

De gevolgen (ook secundaire en tertiaire) die het voorval met zich meebrengt kunnen de situatie (veel) ernstiger maken.
- Omgevingsfactoren

Een steunende omgeving vermindert de kans op psychisch letsel.
- Persoonlijkheidsfactoren

20% van de mensen die nooit eerder iets ernstigs hebben meegemaakt heeft een gevoelig zenuwstelsel dat heftiger reageert op gebeurtenissen. Zeker als het om onverwachte en nare zaken gaat kan de biologische kwetsbaarheid zorgen voor ontreddering. 
- Voorgeschiedenis

Door nare ervaringen in het verleden (vooral in de vroege jeugd) kan het stresssysteem gevoelig zijn afgesteld, langdurig onveilig en machteloos voelen laat zijn sporen na. Maar ook bijvoorbeeld voedseltekort meemaken zorgt voor een biologische kwetsbaarheid. Verder an er sprake zijn van een geboortetrauma: extreme niveaus van stresshormonen bij pasgeborenen die een negatief effect hebben in het verdere leven van het individu.